# Turnera ignota
Turnera ignota är en passionsblomsväxtart som beskrevs av M.M. Arbo. Turnera ignota ingår i släktet Turnera och familjen passionsblomsväxter. Inga underarter finns listade i Catalogue of Life.